# Роботизовано пиле
Роботизовано пиле (енгл. Robot Chicken) америчка је анимирана телевизијска серија коју су створили Сет Грин и Метју Синрајх за Adult Swim. Снимљена је техником кадар по кадар, а представља сатиру поп-културе и познатих личности. Освојила је две награде Ени и шест награда Еми.